# سيمون (غرينادا)
سيمون  هي بلدة في أبرشية سانت أندرو في شرق غرينادا.
تقع البلدة على خليج النهر العظيم، مباشرة إلى الجنوب من مطار غرينادا بيرلز السابق. يتدفق نهر سيمون إلى المحيط الأطلسي هناك. تشمل البلدات المحيطة بارادايس ودنفرملاين، ومطار بيرلز، وتيليسكوب.